# Hr.Ms. Bonaire
Le Hr.Ms. Bonaire  était un trois-mâts à vapeur à vis de 4éme classe de la marine royale néerlandaise, actuellement en restauration en tant que navire musée au Musée de la marine néerlandaise au Helder.

## Historique
Bonaire a été construit pour la Marine royale des Pays-Bas comme une frégate à vapeur avec un gréement de barquentine et une vis rétractable, et a été lancé à Rotterdam le 12 mai 1877. C'est le plus ancien navire de la marine hollandaise construit aux Pays-Bas par l'Établissement Fijenoord à Rotterdam, le chantier naval du Nederlandsche Stoomboot Maatschappij.
Son déploiement en tant que navire de guerre a été limitée à quelques voyages aux Caraïbes contre les pirates du Venezuela et de la Colombie.
En 1902, le Bonaire fut mis hors service et converti en navire-habitation, au cours duquel il fut amarré à Hellevoetsluis et Dordrecht jusqu'en 1923 . Il a ensuite été vendu à la municipalité de Delfzijl, qui l'a utilisé jusqu'en 1988 comme navire-logement pour le Dutch Nautical College et a été rebaptisée Abel Tasman .
Après avoir été abandonné pendant de nombreuses années, un programme de restauration a été lancé en 2005 à Den Helder pour assurer l'avenir du navire en tant que musée flottant au sein du Musée de la marine néerlandaise.

## Galerie

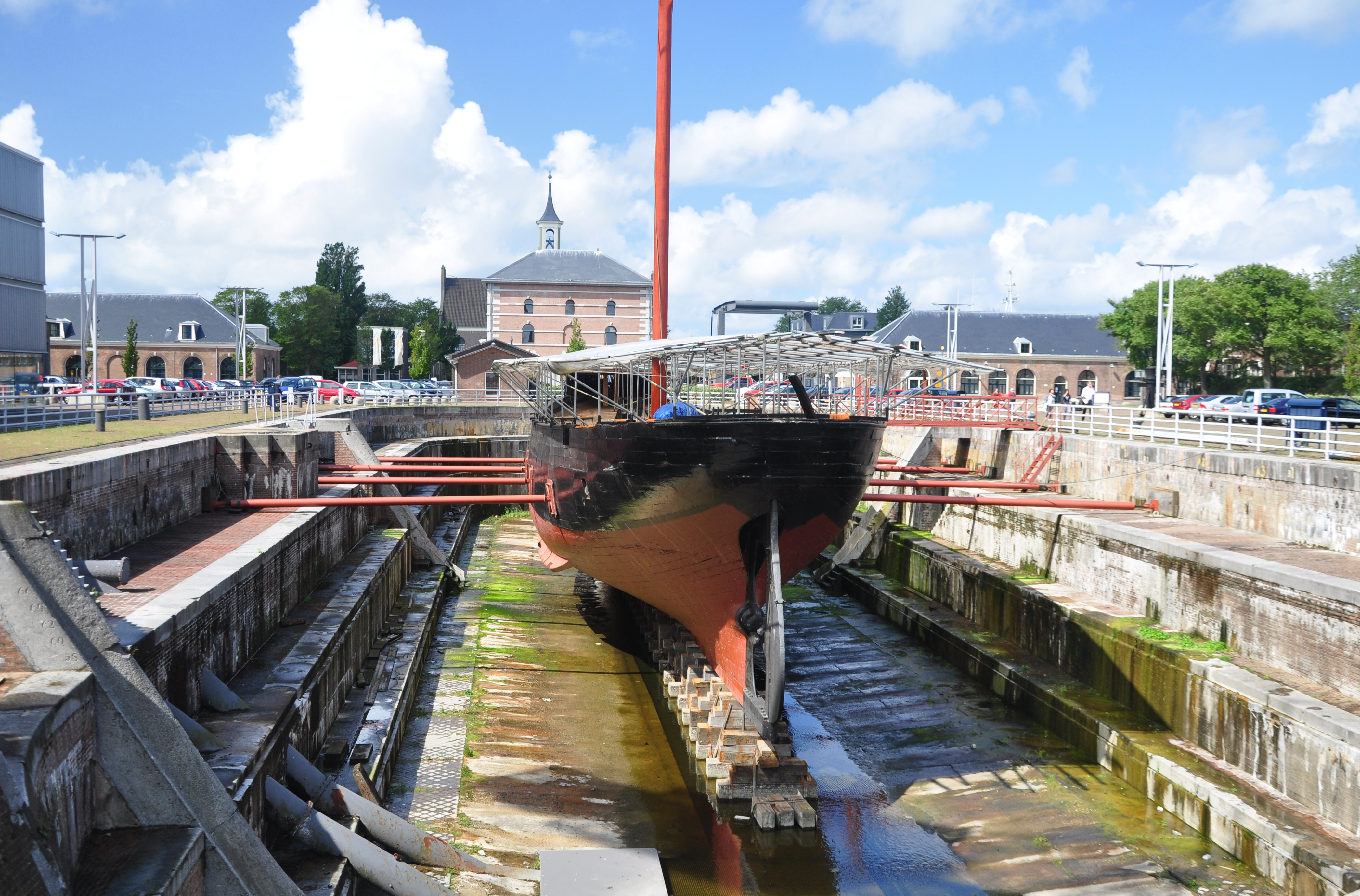
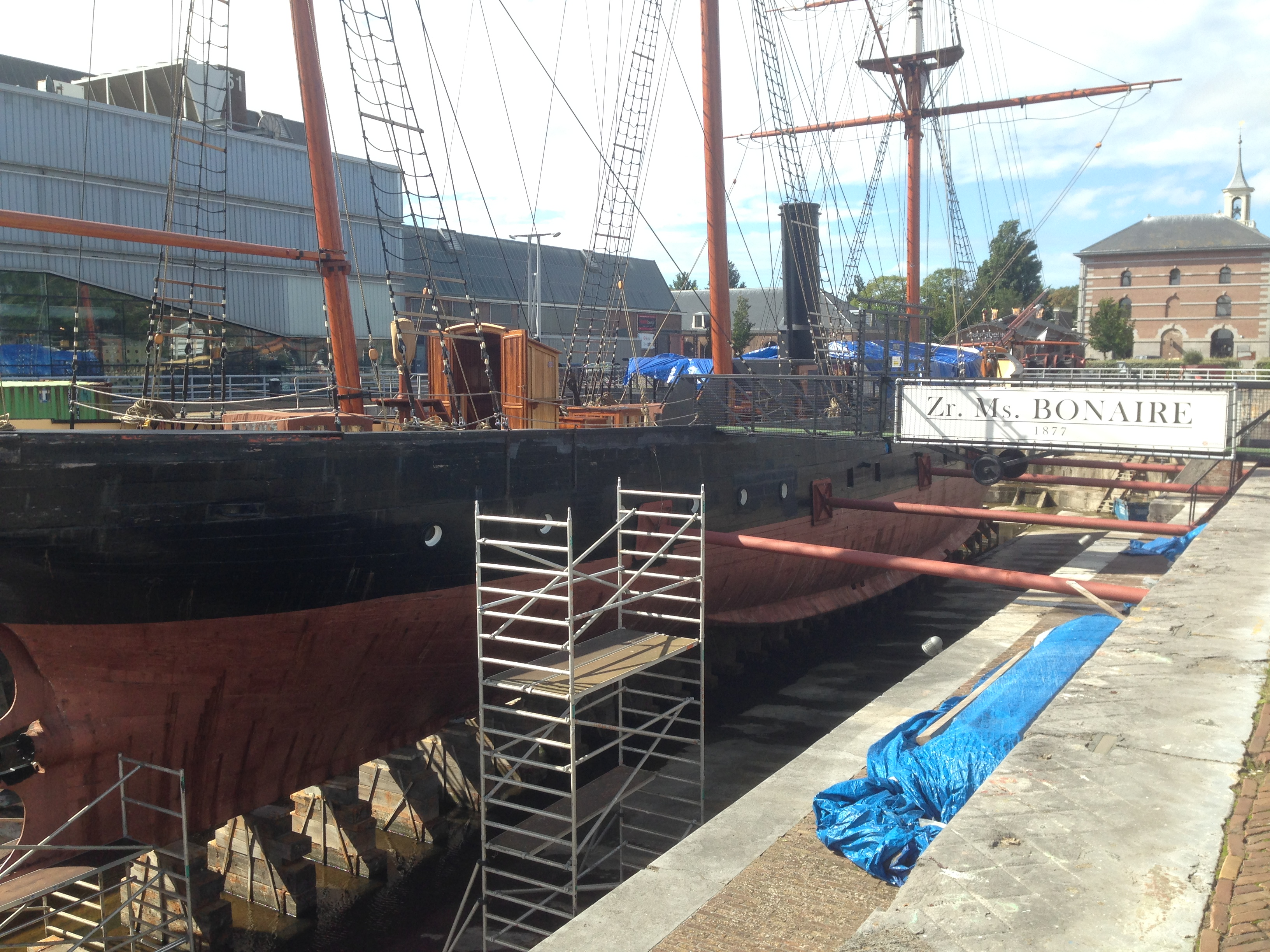
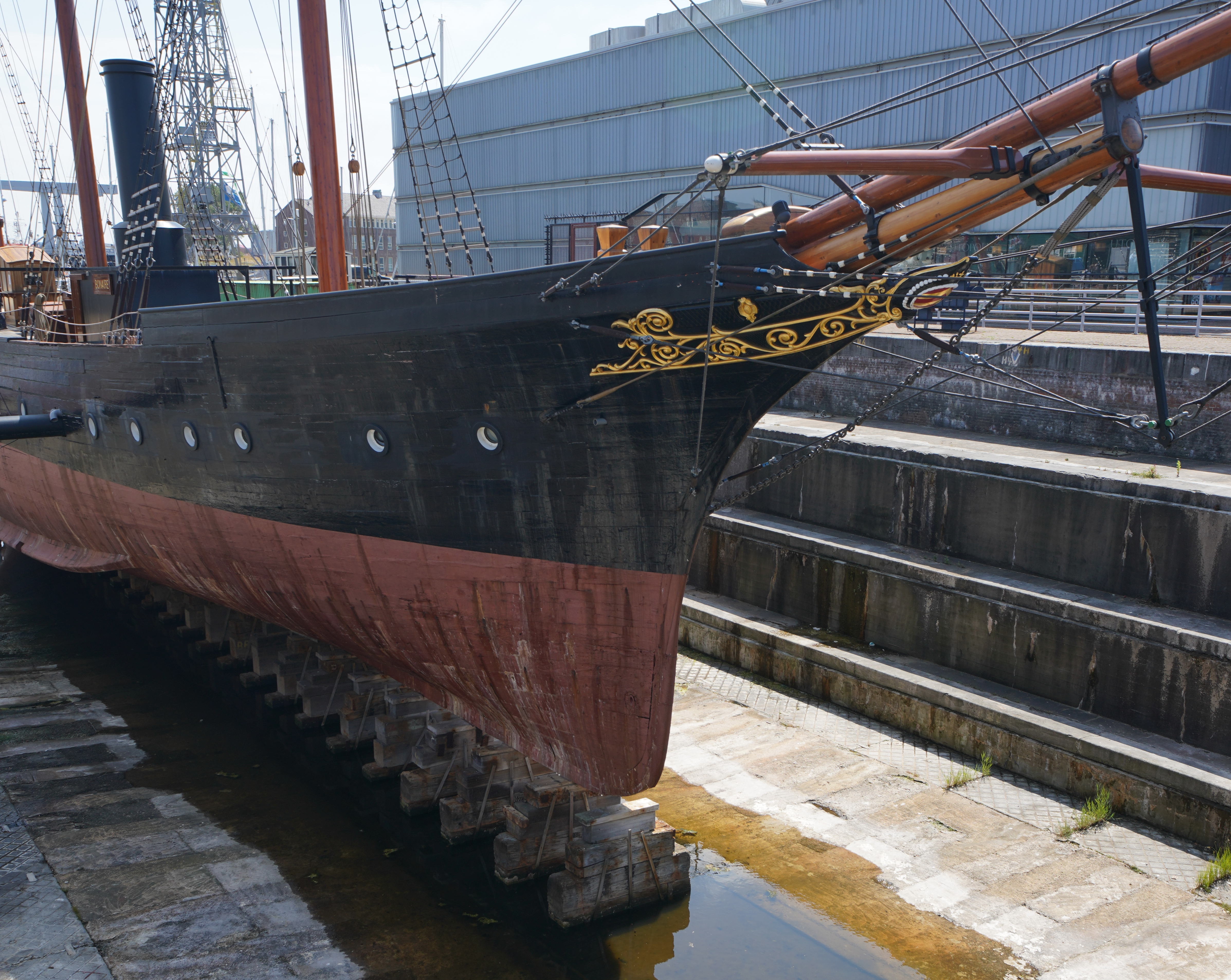